# 平田英明
平田 英明（ひらた ひであき、1974年 - ）は、日本の経済学者。法政大学経営学部教授。専門は国際マクロ経済学、金融論、マクロ経済学。

## 経歴
東京都出身。巣鴨高校を経て1996年慶應義塾大学経済学部を卒業。同年日本銀行に入行。日本銀行から米国ブランダイス大学に留学し2003年に経済学博士 (Ph.D.) を取得。その後、日本銀行金融市場局などを経て、2005年4月から法政大学経営学部専任講師に就任。2005年から日本経済研究センター副主任研究員、国際通貨基金 visiting scholar などを兼任。2012年4月より現職。